# Dexter (cônsul em 263)
Dexter foi um oficial romano do século III, ativo no reinado do imperador Galiano (r. 253–268). Pouco se sabe sobre ele, exceto que serviu como cônsul posterior com Númio Ceiônio Albino.